# Curchy
Curchy ist eine nordfranzösische Gemeinde mit 293 Einwohnern (Stand 1. Januar 2022) im Département Somme in der Region Hauts-de-France. Die Gemeinde liegt im Arrondissement Péronne, gehört zum Kanton Ham und ist Teil des Gemeindeverbandes Est de la Somme.

## Geographie
Die Gemeinde liegt rund sieben Kilometer südöstlich von Chaulnes an der Départementsstraße D337. Dreslincourt liegt rund zweieinhalb Kilometer nordöstlich von Curchy jenseits der Bahnstrecke Amiens-Laon, Manicourt rund einen Kilometer südöstlich von Curchy. Durch das Gemeindegebiet verläuft der kleine Fluss Ingon, der bei Rouy-le-Petit in den Canal du Nord mündet.

## Geschichte
1966 schlossen sich die Gemeinden Curchy und Dreslincourt zur neuen Gemeinde Curchy-Dreslincourt zusammen. Ein weiterer Zusammenschluss erfolgte 1973 mit der Gemeinde Manicourt, seither heißt die Gemeinde Curchy.
Curchy erhielt als Auszeichnung das Croix de guerre 1914–1918.

## Einwohner
| 1962 | 1968 | 1975 | 1982 | 1990 | 1999 | 2006 | 2010 |
| ---- | ---- | ---- | ---- | ---- | ---- | ---- | ---- |
| 263  | 297  | 314  | 300  | 302  | 297  | 318  | 323  |

## Verwaltung
Bürgermeister (maire) ist seit 2001 Dominique Pecquet	.

## Sehenswürdigkeiten
- Die Kirche von Curchy.
- Der große deutsche Soldatenfriedhof in Manicourt mit 7326 Bestattungen aus dem Ersten Weltkrieg.